# Kourityaoghin (Pouytenga)
Pour les articles homonymes, voir Kourityaoghin.
Kourityaoghin est une commune située dans le département de Pouytenga de la province de Kouritenga dans la région du Centre-Est au Burkina Faso.